# 謎のダイヤモンドを求めて日本縦断!
『謎のダイヤモンドを求めて日本縦断!』（なぞのダイヤモンドをもとめてにほんじゅうだん）は、1989年2月11日に、テレビ朝日系の「土曜ワイド劇場」で放送された作品のひとつ。サブタイトルは、「東京～金沢～尾道・黒幕の女は別れた女房」
テレビドラマ「必殺剣劇人」の事実上のスピンオフ企画である。
もともとは『必殺仕事人新春ワイド TANTAN狸御殿に恋が散る』(仮)という企画があり、必殺剣劇人のキャストに加え中村主水こと藤田まことをゲストに迎えて制作される予定だったが、主水役の藤田まことが「主水を登場させる必要性が感じられない」と出演に難色を示したため企画はボツとなった。そこで急遽企画を変更して『必殺ワイド・新春 久しぶり!主水、夢の初仕事 悪人チェック!!』が製作された。
その一方、剣劇人のキャストのスケジュールが必殺ワイドのために確保されていたことから、スケジュールの穴埋めのため急遽本作が製作された。

## あらすじ
精密機器会社・ルーブル精機工業では、経営権をめぐって正体不明の敵との株式争奪戦が起きていた。バイク便ライダーの藤谷愛は、ルーブル精工の社長の滝沢茂雄の依頼で株券を配送中、佐々木譲二率いる暴走族に襲われた。預かった株券を奪われ愛車のバイクも燃やされ挙句の果てにバイク便の仕事をクビにされてしまう。愛は、茂雄の妻・康子からの紹介でバイク店「跡部モータース」を訪れ、店主の跡部俊介、俊介の仲間の荒木邦彦・堀田三郎と出会う。跡部・荒木・堀田の３人はかつてバイクレースのプロチームを組んでおり、ルーブル精工の先代社長がスポンサードしていた関係にあった。
ルーブル精工の株式争奪戦の最中、ある株主が、自分の持株と、滝沢家所有のダイヤモンド「マハラジャの溜息」との交換を条件にしてきた。そのダイヤは康子の持ち物だが今は手元に無く金沢の知人が持っていた。引き取ろうとした哲也が譲二ら暴走族に襲撃されてしまい、跡部・荒木・堀田・愛はダイヤを求めて山中温泉、安宅の関、因島へとツーリングの足を進めていく。その行く手で、譲二ら暴走族と、謎の女・氏家貴子が襲ってくる。

## キャスト
- 跡部俊介（バイク店店主。元バイクレーサー）：近藤正臣
- 藤谷愛（バイク便のアルバイトライダー）：工藤夕貴
- 荒木邦彦（跡部の仲間。ハスラー）：田中健
- 堀田三郎（跡部の仲間。髪結いの亭主）：龍虎勢朋
- 滝沢茂雄（ルーブル精機工業・社長）：高峰圭二
- 野々宮精一（ルーブル精機工業・副社長）：田畑猛雄
- 滝沢哲也（茂雄の弟）：須藤正裕
- 滝沢康子（茂雄の妻）：入江若葉
- 氏家貴子（ルーブル精工の敵対的買収を仕掛ける謎の女。跡部の元妻）：朝加真由美
- 佐々木譲二（貴子のオトコ。襲撃暴走族のリーダー）：崎津隆介
- 立川絹江（堀田三郎の恋人。美容店店主）：吉田哲子
- 河野真弓（「マハラジャの溜息」の所持者）：唐沢美香
- 河野英明（真弓の父）：長谷川哲夫
- 岡村仙造（株主）：西山辰夫

## スタッフ
- 脚本：田上雄
- 監督：山根成之
- オートバイ協力：カワサキオートバイ
- 撮影：石原興
- 照明：中島利男
- 美術：太田誠一
- 録音：広瀬誠一
- 編集：園井弘一
- 調音：鈴木信一
- 助監督：都築一興
- 技斗：布目真爾
- 現像：IMAGICA
- ロケ協力：因島観光協会、いんのしまシーサイドホテル、いんのしまロッジ、山中プリンスホテル ほか
- 衣装協力：KADOYA
- 音楽協力：サウンドライブラリージャパン
- プロデューサー：奥田哲雄、櫻井洋三
- 制作協力：京都映画
- 製作：朝日放送、松竹